# دیدان سفلی
دیدان سفلی، روستایی است از توابع بخش مرکزی شهرستان ارومیه استان آذربایجان غربی ایران. روستای دیدان سفلی از سه راه مختلف به سه روستای علی‌آباد و قرالر و دیدان علیا ختم می‌شود و باغ شیشه ای و سید داشی و نماز داشی و آغالیخ حیاتی و قریه کهنه حمام که به گذشت زمان به علت کوچ ساکنی تخریب شده‌است.
از آثار باستانی و تاریخی این روستا محسوب می‌شود و کوه‌های این روستا یکی از جاذبه‌های طبیعی آن است.

## جمعیت
این روستا در دهستان باراندوز قرار داشته و بر اساس سرشماری سال ۱۳۸۵ جمعیّت آن ۶۸۰ نفر (۱۶۵ خانوار)
بوده‌است.